# Morchella

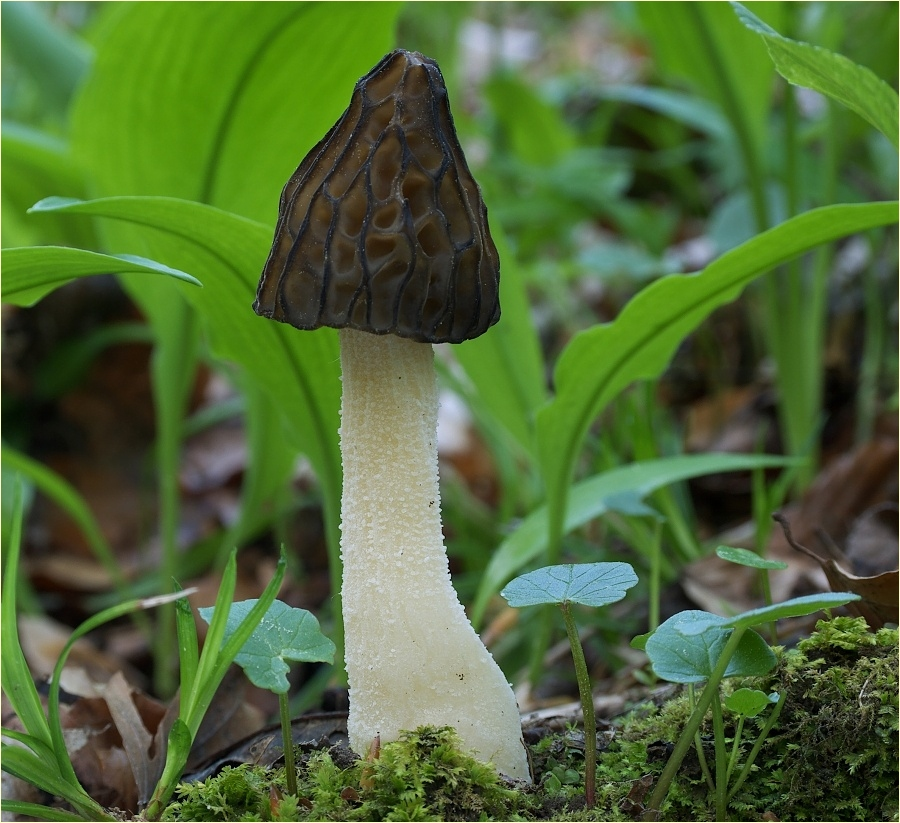
Smardz półwolny

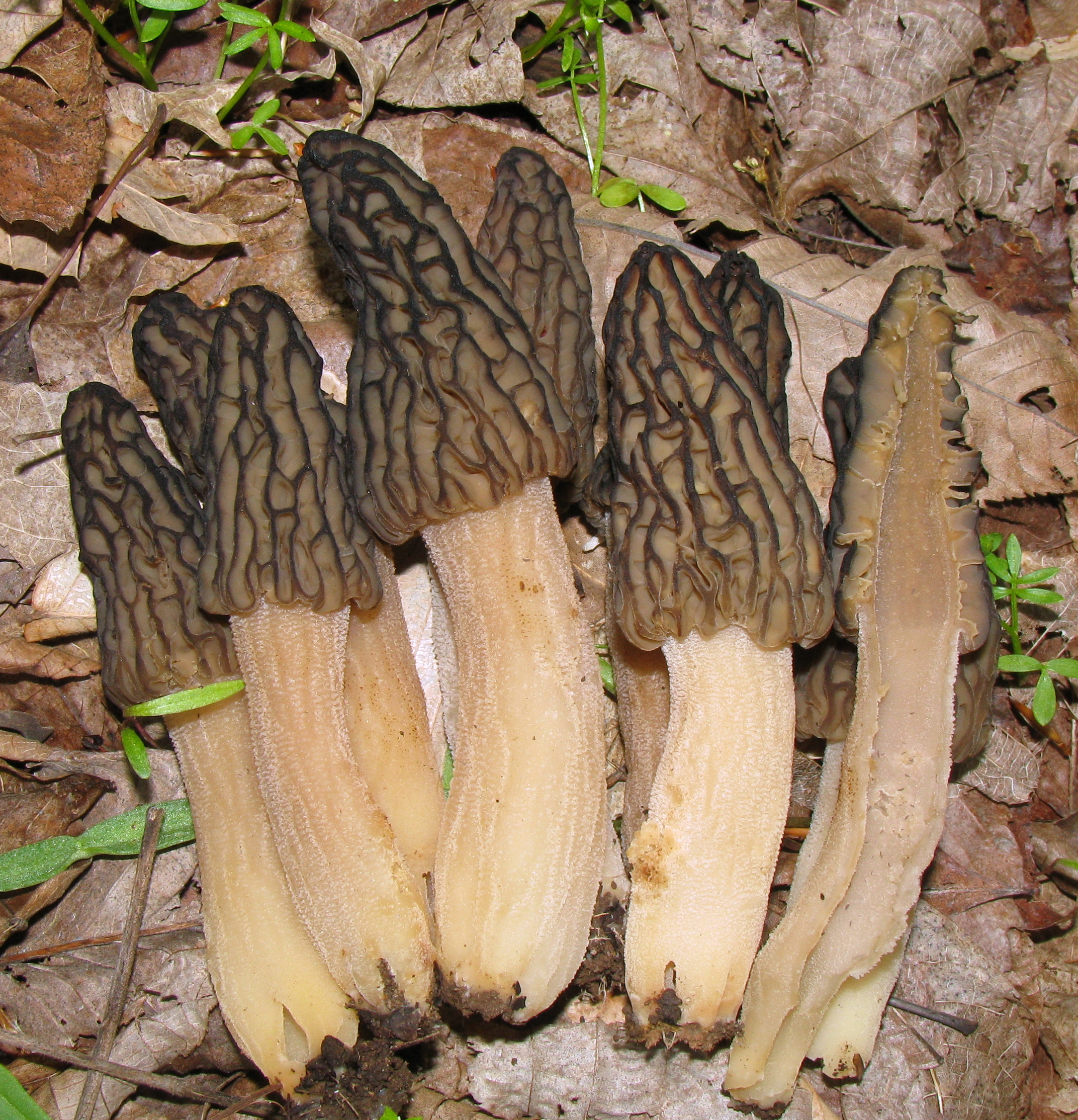
Smardz wyniosły

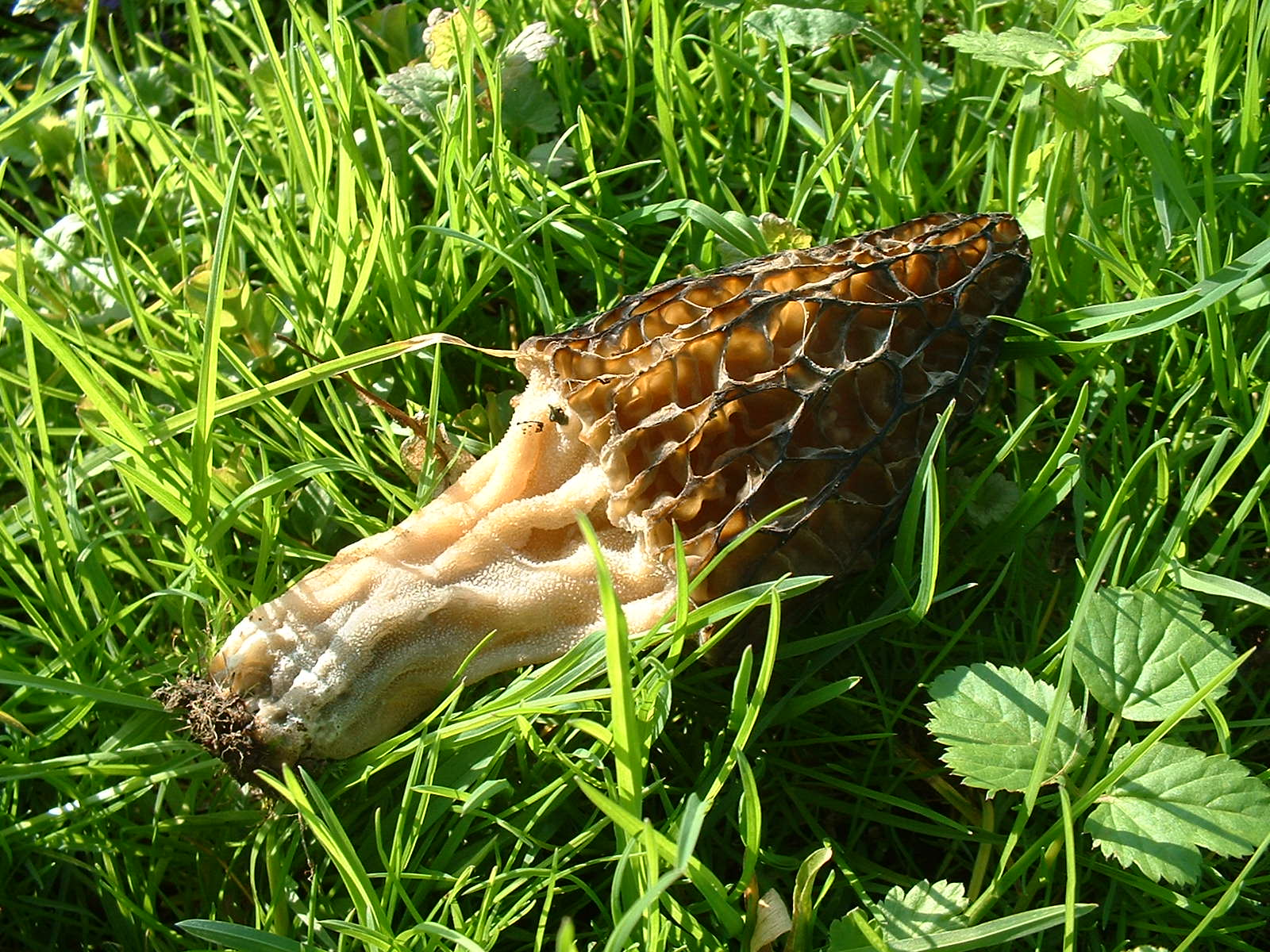
Smardz stożkowaty

Morchella Dill. ex Pers. (smardz) – rodzaj grzybów należący do rodziny smardzowatych (Morchellaceae). W Polsce według publikacji M. A. Chmiel występuje 5 gatunków z tego rodzaju.

## Systematyka i nazewnictwo
Pozycja w klasyfikacji według Index Fungorum: Morchellaceae, Pezizales, Pezizomycetidae, Pezizomycetes, Pezizomycotina, Ascomycota, Fungi.
Synonimy nazwy naukowej: Boletus Tourn. ex Adans., Boletus Tourn., Eromitra Lév., Mitrophora Lév., Morchella sect. Mitrophorae (Lév.) S. Imai, Morilla Quél., Phalloboletus Adans.
Nazwa polska według M. A. Chmiel.

## Charakterystyka
Naziemne grzyby saprotroficzne. Wytwarzają owocniki zbudowane z kulistych, jajowatych lub stożkowatych główek osadzonych na pustym wewnątrz trzonie. Hymenofor w postaci warstwy hymenialnej wewnątrz wnęk (alweoli) rozmieszczonych na całej ich powierzchni. Zarodniki smardzów są eliptyczne, gładkie, a ich wysyp jest kremowy.

## Niektóre gatunki
Najnowsze badania wykazują, że obecna oparta na morfologii systematyka gatunków jest niewłaściwa, i należy ją zastąpić nową opartą na genetyce. Sprawia to, że wiele gatunków zostaje włączonych w obręb innych, a część zniesiona całkowicie.
- Morchella americana Clowez & C. Matherly 2012
- Morchella anatolica Işıloğlu, Spooner, Allı & Solak 2010
- Morchella angusticeps Peck 1887
- Morchella anteridiformis R. Heim 1966
- Morchella apicata Smotl. 1921
- Morchella bicostata Ji Y. Chen & P.G. Liu 2005
- Morchella brunneorosea Clowez & Ant. Rodr. 2012
- Morchella conicopapyracea Jacquet. 1985
- Morchella costata (Vent.) Pers. 1801
- Morchella crassipes (Vent.) Pers. 1801 – smardz grubonogi
- Morchella deliciosa Fr. 1822
- Morchella deqinensis Shu H. Li, Y.C. Zhao, H.M. Chai & M.H. Zhong 2006
- Morchella dunensis (Castañera & G. Moreno) Clowez 1997
- Morchella esculenta (L.) Pers. 1849– smardz jadalny
- Morchella elata Fr. 1822 – smardz wyniosły
- Morchella eximia Boud. 1910
- Morchella eximioides Jacquet. 1985
- Morchella semilibera DC. 1805 – smardz półwolny
- Morchella guatemalensis Guzmán, M.F. Torres & Logem. 1985
- Morchella herediana L.D. Gómez 1971
- Morchella hetieri Boud. 1903
- Morchella hortensis Boud. 1897
- Morchella hungarica Bánhegyi 1941
- Morchella importuna M. Kuo, O’Donnell & T.J. Volk 2012 – smardz parastożkowaty
- Morchella lepida Clowez & F. Petit 2012
- Morchella meiliensis Y.C. Zhao, Shu H. Li, H.M. Chai & M.H. Zhong 2006
- Morchella miyabeana S. Imai 1932
- Morchella neuwirthii Velen. 192
- Morchella norvegiensis Jacquet. 1985
- Morchella patagonica Speg. 1909
- Morchella patula Pers. 1801
- Morchella populina Clowez & R. Lebeuf 2012
- Morchella pragensis Smotl. 1952
- Morchella pseudoumbrina Jacquet. 1985
- Morchella pseudoviridis Jacquet. 1985
- Morchella punctipes Peck 1903
- Morchella quercus-ilicis Clowez, Ballester & L. Romero 2012
- Morchella rielana Boud. 1907
- Morchella rigidoides R. Heim 1966
- Morchella rufobrunnea Guzmán & F. Tapia 1998
- Morchella smithiana Cooke 1878
- Morchella steppicola Zerova 1941
- Morchella sulcata Velen. 1925
- Morchella tasmanica Ramsb. 1920
- Morchella tatari Velen. 1925
- Morchella tibetica M. Zang 1987
- Morchella tomentosa M. Kuo 2008
- Morchella umbrinovelutipes Jacquet. 1985
- Morchella vaporaria Brond. 1830
- Morchella varisiensis Ruini 2000

Wykaz gatunków i nazwy naukowe na podstawie Index Fungorum. Obejmuje on wszystkie gatunki występujące w Polsce i niektóre inne. Uwzględniono tylko gatunki zweryfikowane o potwierdzonym statusie. Nazwy polskie według M.A. Chmiel, B. Gumińskiej i W. Wojewody oraz rekomendacji Komisji ds. Polskiego Nazewnictwa Grzybów przy Polskim Towarzystwie Mykologicznym.